# Willians Astudillo
Willians José Astudillo (nacido en Barcelona, Anzoátegui, Venezuela, el 14 de octubre de 1991), apodado La Tortuga, es un jugador de béisbol profesional de los Mellizos de Minnesota en la (LMB).

## Carrera como beisbolista
Astudillo jugó en las organizaciones Philadelphia Phillies, Atlanta Braves y Arizona Diamondbacks. Firmó con los Mellizos de Minnesota antes de la temporada 2018.

### 2018
El 29 de junio de 2018, Astudillo fue llamado por primera vez a las Grandes Ligas de Béisbol, hace su debut el 30 de junio de 2018, siendo el Venezolano N° 390 en la MLB.
Mientras pasa la mayor parte de su tiempo de juego en la posición de Cácher y la tercera base, también ha pasado tiempo en la segunda base, primera base y los jardines. También lanzó una entrada para los Mellizos en 2018, permitiendo cinco carreras y cinco hits (incluyendo dos jonrones) en esa salida.

### 2019
En la LVBP
El 20 de enero de 2019,	Caribes de Anzoátegui cambian a al C Willians Astudillo para reforzar al club Cardenales de Lara en la Gran Final.
En la MLB
El 27 de marzo de 2019, se anunció que Astudillo hizo la lista de 25 hombres como uno de los 5 jugadores de banca.

## Lanzó una entrada
El 16 de abril del 2021 tras los Twins ir perdiendo 10-3 ante los Angels, el mánager Rocco Baldelli preguntó a dos de sus jugadores de posición para lanzar la octava entrada, entre ellos Astudillo el cual aceptó. Realizó 7 lanzamientos y consiguió dos líneas y un rodado al cuadro llevándose la entrada en blanco, El lanzamiento de mayor velocidad se registró a 72,5mph y el de menor velocidad a 46mph.